# Stazione di Charleville
La stazione di Charleville è una stazione ferroviaria della linea Dublino–Cork ubicata a Charleville nella contea di Cork, Irlanda. Fino al 1967, da quest'impianto si diramava la linea per Limerick.

## Storia
La stazione che fu aperta il 19 marzo 1849. Il servizio merci fu soppresso il 6 settembre 1976.

## Strutture ed impianti
Ha tre binari in uso regolare.

## Movimento
La stazione è servita dagli Intercity Iarnród Éireann della relazione Dublino Heuston – Cork Kent

## Servizi
- Servizi igienici
- Biglietterie
- Distribuzione automatica cibi e bevande

## Interscambi
- Capolinea autolinee